# Pointe-aux-Sables Mates
Le Pointe-aux-Sables Mates Club ou PAS Mates Club est un club mauricien de football, basé à Pointe-aux-Sables. Le club joue au Stade Sir Gaëtan Duval, d’une capacité de 6 500 places. Le club évolue en première division mauricienne en 2011.

## Palmarès
- Championnat de Maurice D2
  - Champion : 2005

- Coupe de Maurice
  - Finaliste : 2005, 2010

- Coupe de la République
  - Finaliste : 2006